# هنگ کنگ ۱۹۴۱
هنگ کنگ ۱۹۴۱ (انگلیسی: Hong Kong 1941) فیلمی در ژانر درام است که در سال ۱۹۸۴ منتشر شد. از بازیگران آن می‌توان به چو یون فات و وو ما اشاره کرد.